# 1495
| [ Edytuj tabelę ]                          | |
| Król Polski                                | - 1492 Jan I Olbracht 1501 |
| Współksiążęta Andory                       | - 1472 Pere de Cardona 1512 - 1483 Katarzyna z Nawarry 1512 - 1484 Jan III 1516 |
| Król Anglii                                | - 1485 Henryk VII 1509 |
| Król Aragonii i Walencji, hrabia Barcelony | - 1479 Ferdynand Aragoński 1516 |
| Władca Azteków                             | - 1486 Ahuitzotl 1502 |
| Elektor Brandenburgii                      | - 1486 Jan Cicero 1499 |
| Książę Bawarii-Landshut                    | - 1479 Jerzy Bogaty 1503 |
| Książę Bawarii-Monachium                   | - 1460 Zygmunt 1501 - 1465 Albert IV Mądry 1503 |
| Sułtan Brunei                              | - 1473 Bolkiah 1521 |
| Cesarz Chin                                | - 1487 Hongzhi 1505 |
| Król Czech                                 | - 1490 Władysław II Jagiellończyk 1516 |
| Król Danii                                 | - 1481 Jan Oldenburg 1513 |
| Dalajlama                                  | - 1475 Gendun Gjaco 1541 |
| Władca Egiptu                              | - 1468 Ka'itbaj 1496 |
| Cesarz Etiopii                             | - 1494 Naod 1508 |
| Król Francji                               | - 1483 Karol VIII 1498 |
| Hrabia Holandii                            | - 1494 Filip I Piękny 1506 |
| Władca Inków                               | - 1493 Huayna Capac 1527 |
| Lord Irlandii                              | - 1485 Henryk VII Tudor 1509 |
| Cesarz Japonii                             | - 1464 Go-Tsuchimikado 1500 |
| Kalif                                      | - 1479 Al-Mutawakkil II 1497 |
| Król Kastylii i Leónu                      | - 1474 Izabela I Katolicka 1504 |
| Patriarcha Konstantynopola                 | - 1491 Maksym IV 1497 |
| Władca Korei                               | - 1494 Yŏngsan 1506 |
| Wielki książę litewski                     | - 1492 Aleksander Jagiellończyk 1506 |
| Cesarz Majapahitu                          | - 1474 Girindrawardhana 1498 |
| Sułtan Maroka                              | - 1472 Muhammad asz-Szajch al-Mahdi 1505 |
| Książę Mediolanu                           | - 1494 Ludwik Sforza 1499 |
| Senior Monako                              | - 1494 Jan II 1505 |
| Wielki książę moskiewski                   | - 1462 Iwan III Srogi 1505 |
| Król Nawarry                               | - 1484 Katarzyna z Nawarry i Jan d’Albret 1516 |
| Król Norwegii                              | - 1483 Jan Oldenburg 1513 |
| Sułtan Omanu                               | - 1490 Umar asz-Szarif 1500 |
| Elektor Palatynatu                         | - 1476 Filip Wittelsbach 1508 |
| Papież                                     | - 1492 Aleksander VI 1503 |
| Król Portugalii                            | - 1481 Jan II 1495 - 1495 Manuel I 1521 |
| Cesarz Rzymski (niemiecki)                 | - 1493 Maksymilian I Habsburg 1519 |
| Kapitanowie Regenci San Marino             | - 1494 Antonio di Maurizio Lunardini Marino di Niccolò di Giovanetto 1495 - 1495 Evangelista di Girolamo Belluzzi Antonio di Polinoro Lunardini 1495 - 1495 Marino di Antonio Giannini Antonio di Simone Belluzzi 1496 |
| Elektor Saksonii                           | - 1486 Fryderyk I Mądry 1525 |
| Król Szkocji                               | - 1488 Jakub IV 1513 |
| Król Szwecji                               | - 1471 Sten Sture Starszy 1497 |
| Król Tajlandii                             | - 1491 Ramathibodi II 1529 |
| Sułtan Turków                              | - 1481 Bajazyd II 1512 |
| Doża Wenecji                               | - 1486 Agostin Barbarigo 1501 |
| Król Węgier                                | - 1490 Władysław II 1516 |
| Cesarz Wietnamu                            | - 1460 Lê Thánh Tông 1497 |
| Wielki mistrz zakonu krzyżackiego          | - 1489 Jan von Tieffen 1497 |

Rok 1495 / MCDXCV
stulecia: XIV wiek ~
XV wiek ~
XVI wiek

lata: 1485 «
1490 «
1491 «
1492 «
1493 «
1494 «
1495
» 1496
» 1497
» 1498
» 1499
» 1500
» 1505

## Wydarzenia w Polsce
- 15 lutego – w Wilnie odbył się ślub Aleksandra Jagiellończyka z księżniczką moskiewską Heleną.
- 18 listopada – Bielsk Podlaski otrzymał rozszerzone prawa miejskie na prawie magdeburskim.
- Mikołaj Kopernik ukończył studia na Uniwersytecie Krakowskim.
- Włączenie księstwa płockiego do Korony.
- Pogrom Żydów, jakiego dopuścili się zebrani w Krakowie uczestnicy krucjaty antytureckiej, spowodował usuwanie się ludności żydowskiej do Kazimierza.
- Pierwszy przypadek choroby wenerycznej odnotowany w Krakowie.
- Początek trwającej do 1503 roku akcji wygnania Żydów z Litwy przez Aleksandra Jagiellończyka.

## Wydarzenia na świecie
- 22 lutego – I wojna włoska: armia Karola VIII Walezjusza wkroczyła do Neapolu.
- 31 marca – w Wenecji zawiązano ligę antyfrancuską z udziałem papieża, Mediolanu, Republiki Weneckiej, Maksymiliana I Habsburga i Hiszpanii.
- 20 maja – I wojna włoska: zagrożony odcięciem swych wojsk król Francji Karol VIII opuścił Neapol.
- 28 czerwca – I wojna włoska: zwycięstwo wojsk francuskich nad hiszpańsko-neapolskimi w bitwie pod Seminarą.
- 6 lipca – I wojna włoska: wojna neapolitańska, bitwa pod Fornuovo.
- 25 października – Manuel I został królem Portugalii.
- 25 grudnia – wojska hiszpańskie pokonały Guanczów w drugiej bitwie w Wąwozie Acentejo. Było to ostateczne zwycięstwo konkwistadorów nad rdzenną ludnością Wysp Kanaryjskich.
- Ustanowiono Sąd Kameralny Rzeszy.
- Rosyjska armia wtargnęła przez tereny Karelii na tereny szwedzkie, została jednak pobita pod Wyborgiem.

## Urodzili się
- 4 lutego – Franciszek II Sforza, książę Mediolanu (zm. 1535)
- 8 marca – Jan Boży, założyciel zakonu bonifratrów, święty katolicki, patron szpitali, chorych, pielęgniarek, strażaków i księgarzy (zm. 1550)
- 16 kwietnia – Peter Apianus, niemiecki humanista, kartograf, matematyk, astronom (zm. 1552)
- 1 sierpnia – Jan van Scorel, niderlandzki malarz (zm. 1562)

- data dzienna nieznana: 
  - Tryfon Pieczenski – święty mnich prawosławny (zm. 1583)

## Zmarli
- 22 lutego – Anioł z Chivasso – włoski franciszkanin, błogosławiony katolicki (ur. 1411)
- 15 sierpnia – Aimone Taparelli, włoski dominikanin, błogosławiony katolicki (ur. 1398)
- 25 października – Jan II Doskonały, król Portugalii (ur. 1455)
- 6 grudnia – Jakob Sprenger, niemiecki duchowny katolicki, dominikanin, współautor Malleus Maleficarum (ur. pomiędzy 1436 a 1438)